# Dinkelbrot

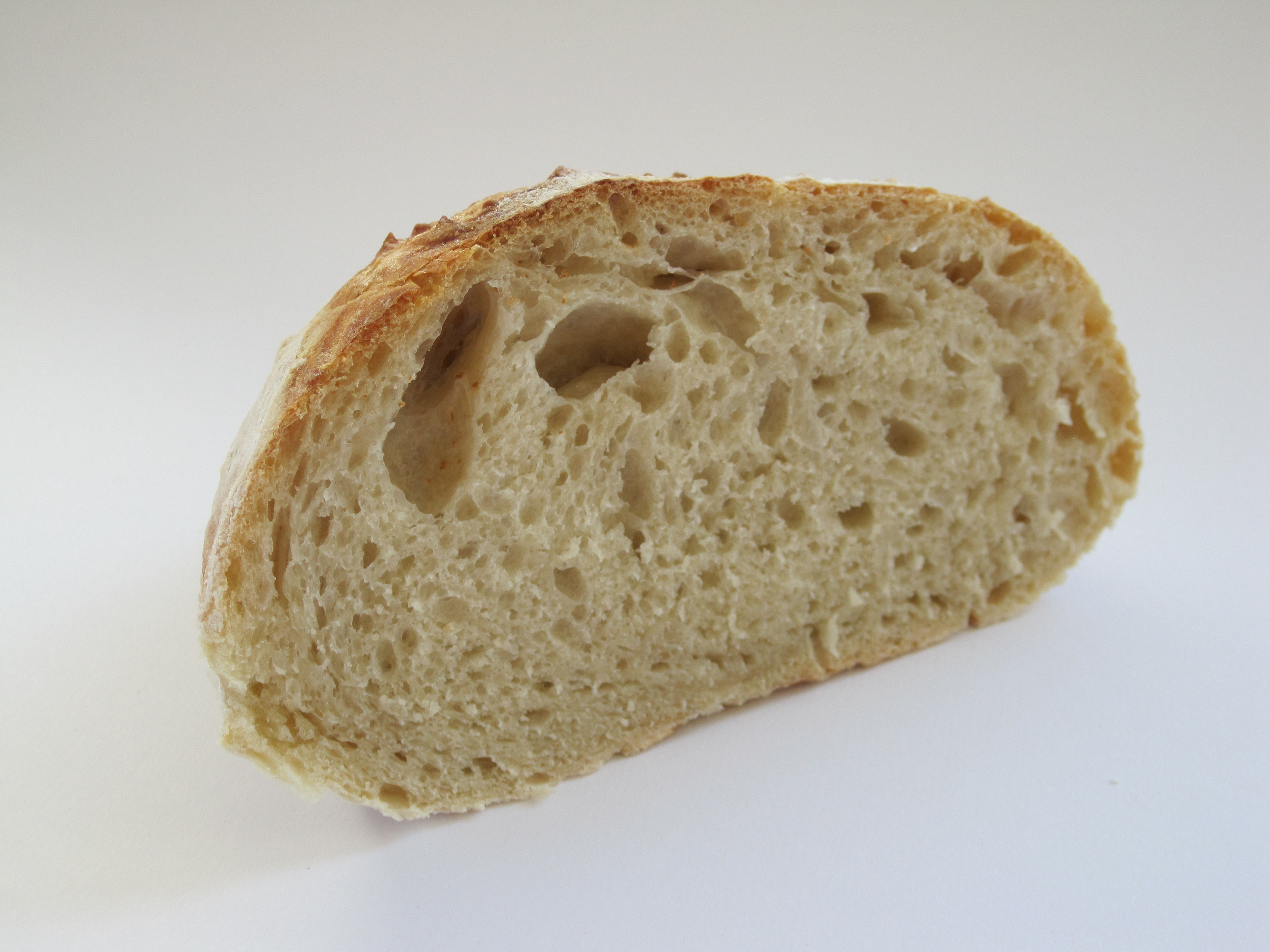
Dinkelbrot aus Dinkelmehl Type 630

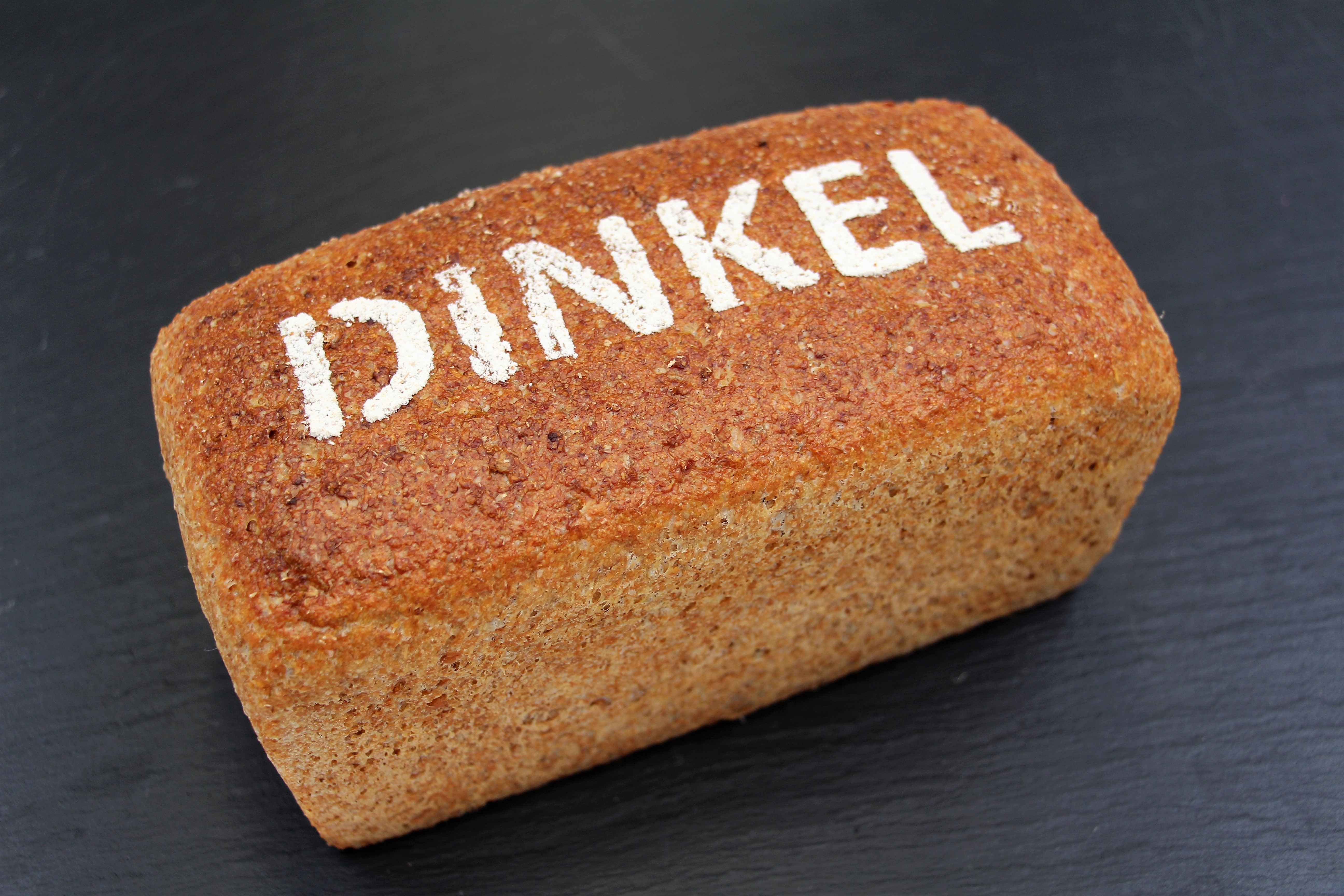
Dinkel-Vollkornbrot aus dem vollen, geschroteten Dinkelkorn

Als Dinkelbrot bezeichnet man ein Brot, das vorwiegend aus Dinkelmehl oder Dinkelschrot gebacken wird. Einige Staaten kennen Vorschriften über die Zusammensetzung des Brotes, damit es als Dinkelbrot bezeichnet werden darf. In Deutschland muss ein Dinkelbrot aus mindestens 90 % Dinkelmahlerzeugnissen erstellt werden. In Österreich muss ein Dinkelbrot mindestens 60 % Dinkel bezogen auf das Gewicht der Mahl- und Schälprodukte enthalten. Weitere Zutaten sind in der Regel Sauerteig, Salz, Hefe und Wasser. Es werden auch Varianten mit Ölsaaten wie z. B. Sonnenblumenkerne oder Kürbiskerne angeboten. Sehr beliebt ist das Dinkelbrot auch als Vollkornbrot. Hierbei müssen 90 % des Getreides aus dem vollen Korn stammen, also auch den Keimling und die Randschichten des Getreidekorns enthalten.

## Tradition und Ernährung
Dinkel verfügt als Getreideart über eine rund 8000 Jahre alte Tradition. Hildegard von Bingen hat im Mittelalter den Dinkel als „das beste Getreide“ empfohlen und ihm vielfältige positive Wirkungen zugeschrieben. Wissenschaftlich belegt ist, dass Dinkel als Vollkornbrot ernährungsphysiologisch positiv auf die Gesundheit wirkt. Nach einem Rückgang des Anbaus im 20. Jahrhundert erlebt der Dinkel eine Renaissance, u. a. wegen der verstärkten Nachfrage nach sogenannten Urgetreidearten. Dinkel zählt zu diesen Urgetreiden und ist in manchen Fällen besser für jene Menschen verträglich, die gegenüber Weizen eine Unverträglichkeit haben.

## Brot des Jahres 2018
Das Dinkel-Vollkornbrot wurde vom Deutschen Brotinstitut zum Brot des Jahres 2018 ernannt. Die Wahl des wissenschaftlichen Beirats des Instituts fiel auf das Dinkel-Vollkornbrot, weil dieses ausgehend vom ursprünglichen Anbaugebiet des Dinkels (Schwäbische Alb) heute in allen Regionen des Bundesgebiets verfügbar ist und dabei einen hohen Genusswert mit ernährungsphysiologischen Vorzügen verbindet.